# Ernest B. Yeager
Ernest B. Yeager (ur. 24 września 1924 w Orange, zm. 8 marca 2002 w Cleveland) – amerykański chemik.

## Życiorys
Urodzony 24 września 1924 r. w Orange w stanie New Jersey. W młodości był utalentowanym pianistą i zwycięzcą stanowego konkursu pianistycznego, w związku z czym rozważał karierę muzyczną, a swoją naukę w koledżu sfinansował z występów z kierowanym przez siebie zespołem. W koledżu grał na kotłach. W 1945 r. ukończył studia z wyróżnieniem i uzyskał tytuł licencjata w New Jersey State College w Montclair, a rok później stopień magistra na Western Reserve University, zaś w 1948 r. na tej samej uczelni zdobył stopień doktora chemii fizycznej pod kierunkiem Franka Hovorki za pracę poświęconą zjawisku wibracji jonów w roztworze elektrolitycznym pod wpływem ultradźwięków i po doktoracie pracował na Wydziale Chemii.
W 1951 r. został adiunktem, dwa lata później profesorem nadzwyczajnym, a w 1957 r. profesorem zwyczajnym. W roku akademickim 1964/1965 pełnił funkcję kierownika Katedry Chemii. Był dyrektorem Laboratorium Badań Ultradźwiękowych i od 1976 do 1991 r. dyrektorem Case Center for Electrochemical Sciences. W 1994 r. Centrum otrzymało jego imię. Ponadto był profesorem wizytującym na University of Southampton w Wielkiej Brytanii.
Badał właściwości elektrolitów, kinetykę elektrod, zastosowania technik ultradźwiękowych w chemii fizycznej oraz spektroskopię emisyjną. Od 1947 r. pisał prace opisujące stosowanie fal ultradźwiękowych i wibracji koloidalnych na roztwory elektrolitów, głównie dla Biura Badań Marynarki. Jedną z jego kluczowych współpracowniczek była wówczas Jeanne Burbank. Yeagerowi i jego uczniom przypisuje się początkowy rozwój ogniwa paliwowego amalgamatowo-tlenowo-sodowego. Specjalista w zakresie mechanizmu reakcji redukcji elektrochemicznej tlenu, co ma zastosowanie w ogniwach paliwowych, bateriach metalowo-powietrznych i magazynowaniu energii. Autor 270 artykułów i autor lub współautor 20 książek, w tym prac z dziedziny elektrochemii i ultradźwięków. Aktywny członek Towarzystwa Elektrochemicznego od przystąpienia do niego w 1949 r.: od 1962 r. był jego wiceprezesem, a od 1965 r. prezesem, ponadto członek Towarzystwa Akustycznego i American Association for the Advancement of Science.
W 1954 r. otrzymał Nagrodę Techniczną Cleveland Technical Societies Council, w 1956 r. Biennial Award of the Acoustical Society of America, a w 1959 r. Annual Award of the Chemical Professions in Cleveland. W 1980 r. otrzymał Medal i nagrodę Edwarda Goodricha Achesona, a w 1992 r. nagrodę Vittoria DeNory.
Zmarł 8 marca 2002 r. w Cleveland na skutek choroby Parkinsona.